# Greutatea corporală
Greutatea corporală este masa sau greutatea unei persoane.
Strict vorbind, greutatea corporală este măsurarea greutății fără alte obiecte pe corp. Practic, însă, greutatea corporală poate fi măsurată cu haine, dar fără pantofi sau accesorii grele, cum ar fi telefoanele mobile și portofelele, și folosind cântare manuale sau digitale.